# Coleonyx
Coleonyx é um género de lagartos da família Gekkonidae. Os membros deste género são de tamanho médio. Podem ser encontrados no continente norte-americano (sul dos Estados Unidos da América e no México). Têm uma cauda geralmente grossa e o corpo apresenta motivos em banda e/ou em lista, irregulares. São animais terrestres e noturnos.

## Espécies e subespécies
- Coleonyx brevis (Stejneger, 1893)
- Coleonyx elegans
  - Coleonyx elegans nemoralis (Klauber, 1945)
  - Coleonyx elegans elegans (Gray, 1845)
- Coleonyx fasciatus (Boulenger, 1885)
- Coleonyx mitratus (Peters, 1863)
- Coleonyx reticulatus (Davis & Dixon, 1958)
- Coleonyx switaki
  - Coleonyx switaki switaki (Murphy, 1974)
  - Coleonyx switaki gypsicolus (Grismer & Ottlery, 1988)
- Coleonyx variegatus
  - Coleonyx variegatus abbotti (Klauber, 1945)
  - Coleonyx variegatus bogerti (Klauber, 1945)
  - Coleonyx variegatus slevini (Klauber, 1945)
  - Coleonyx variegatus sonoriensis (Klauber, 1945)
  - Coleonyx variegatus utahensis (Klauber, 1945)
  - Coleonyx variegatus variegatus (Baird, 1858)